# 카미시바이

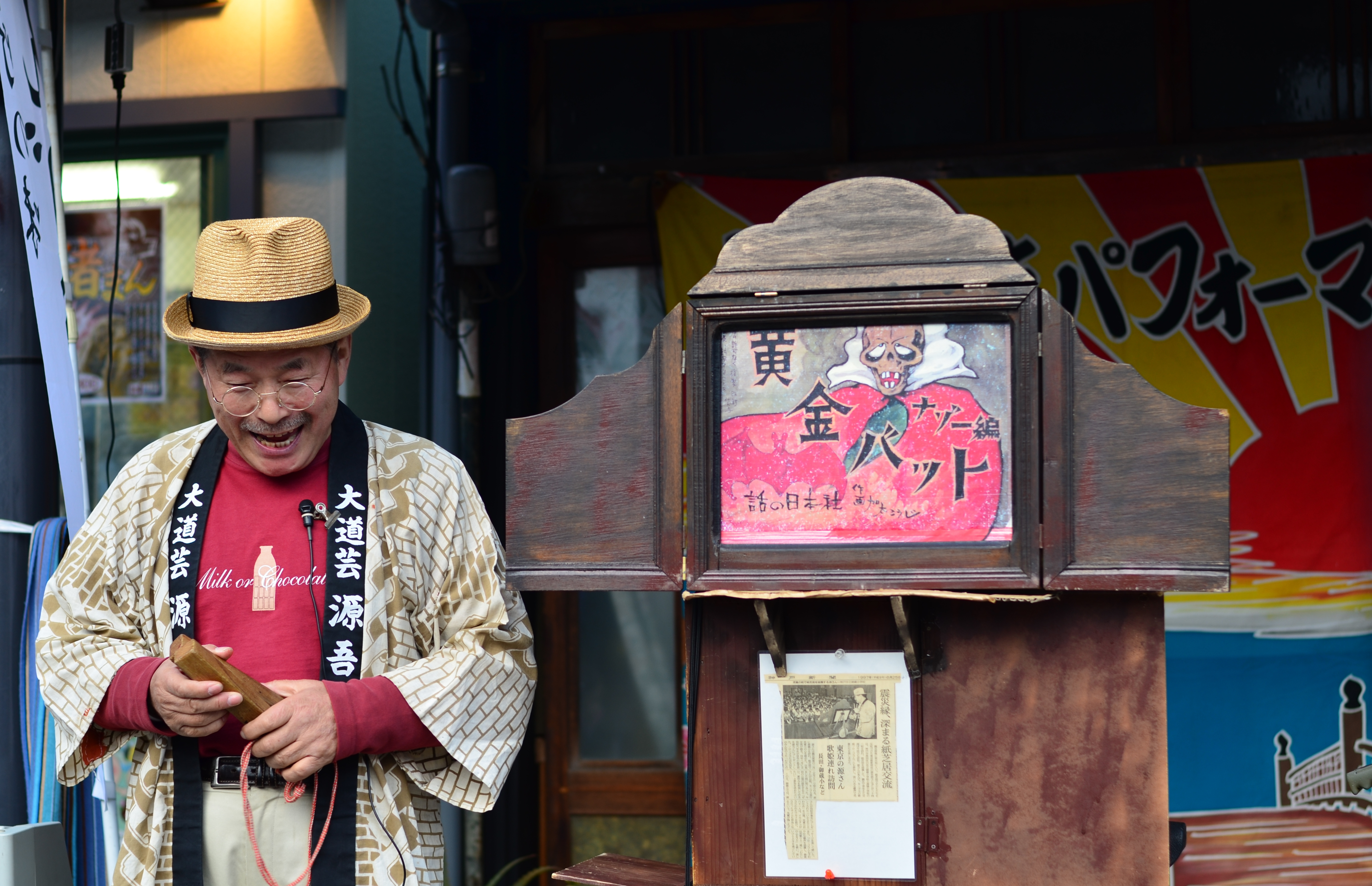
도쿄도 아사쿠사에서 『황금박쥐』 카미시바이를 공연하는 남성.

카미시바이(일본어: 紙芝居 카미시바이[*])는 이야기의 각 장면을 그린 그림들을 겹쳐놓고, 그 그림을 한 장씩 꺼내 보여주면서 구연사가 이야기를 들려주는 식으로 진행하는, 일본의 지거적 예능이다. 주로 아이들을 대상으로 한다.
메이지 시대 이후로 존재한 입회(立絵)식 카미시바이와 세계 대공황 이후 입화가 쇠퇴하고 탄생한 평회(平絵)식 카미시바이로 나뉘는데, 오늘날 단순히 "카미시바이"라 하면 평회식 카미시바이를 가리킨다.

## 같이 보기
- 라이트 노벨
- 인형극
- 그림자극
- 슬라이드쇼
- 스톱 모션
- 비주얼 노벨